# Pokémon XD: Gale of Darkness
Pokémon XD: Gale of Darkness (яп. ポケモンXD 闇の旋風ダーク・ルギア покэмон эккусуди: ями но кадзэ да:ку ругиа) — японская ролевая игра эксклюзивно для приставки Nintendo GameCube, разработанная Genius Sonority и выпущенная совместно Nintendo и The Pokémon Company. Она вышла 4 августа 2005 года в Японии, а 3 октября и 10 ноября в Америке и Европе соответственно. Является продолжением к Pokémon Colosseum.
Как и в Colosseum, действие Pokémon XD: Gale of Darkness также происходит в регионе Орре. Через пять лет после событий Colosseum главный герой, тренер покемонов по имени Майкл, стремится вновь остановить возродившийся Синдикат Пустоты, который снова стал использовать теневых покемонов. Майкл спасает теневых покемонов от преступников и «очищает» их, превращая их вновь в обычных.

## Отзывы
| Сводный рейтинг | Сводный рейтинг |
| Агрегатор       | Оценка          |
| --------------- | --------------- |
| GameRankings    | 66,91 %         |

Игра получила неоднозначные отзывы в прессе, в общем и целом Pokémon XD: Gale of Darkness была оценена хуже Pokémon Colosseum.